# Parque Nacional dos Picos da Europa

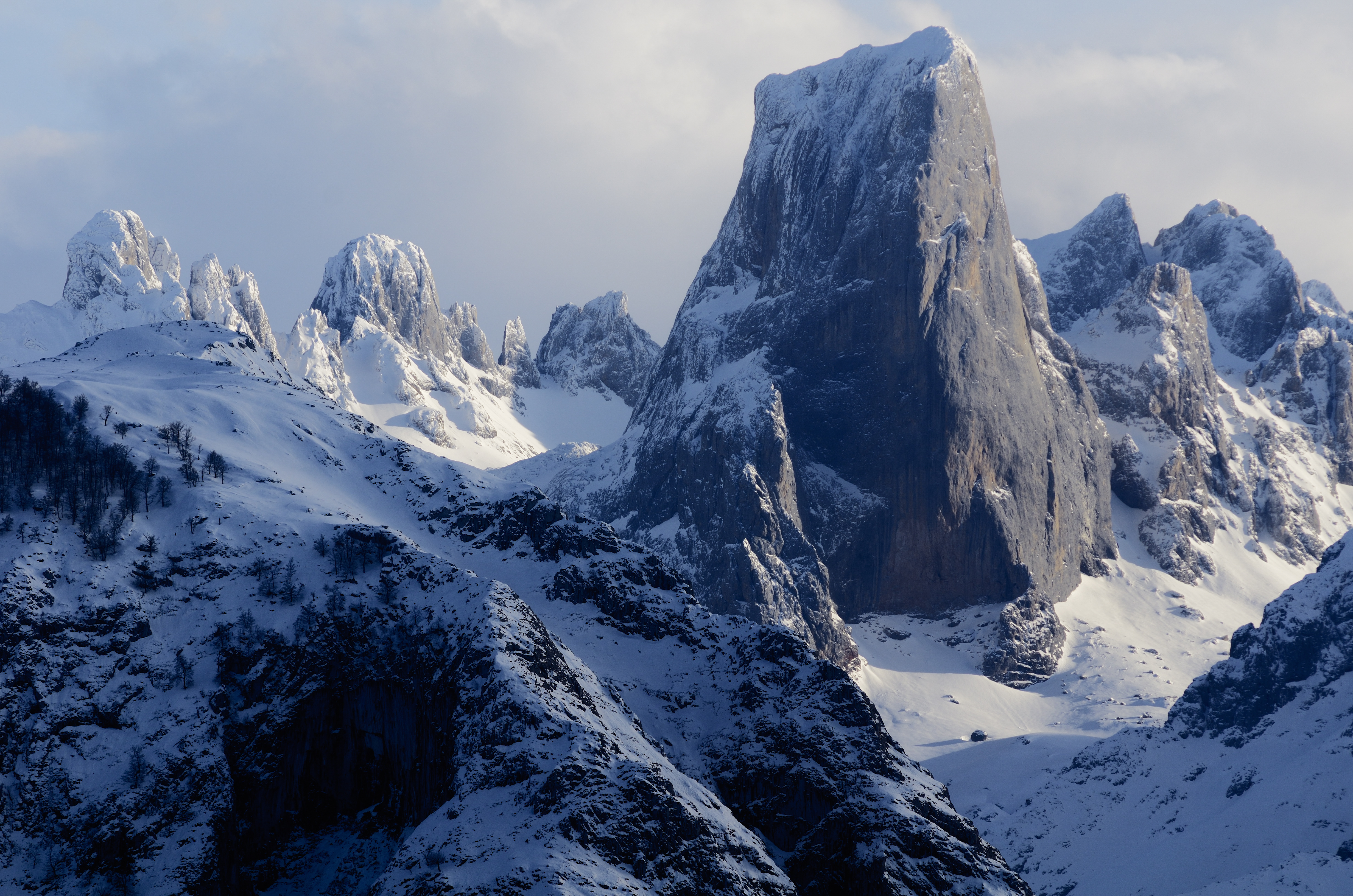
O Picu Urriellu (ou Naranjo de Bulnes), uma das montanhas mais famosas do parque

O Parque Nacional dos Picos da Europa situa-se nas províncias da Cantábria, Astúrias e Leão, sendo o único parque nacional pertencente a três comunidades autónomas diferentes e gerido de forma conjunta.
O maciço ocidental foi declarado parque nacional em 22 de julho de 1918 por Afonso XII com o nome de Parque Nacional de la Montaña de Covadonga, sendo o primeiro espaço protegido do país. Inicialmente compreendia 16 925 hectares, até que em 30 de maio de 1995 a sua área foi aumentada para os 64 660 ha actuais.
Em 9 de julho de 2003 a Unesco aprovou a proposta que o converteu em reserva da biosfera. Em 2017 duas áreas de floresta do parque foram incluídas no sítio do Património Mundial da UNESCO "Florestas primárias e antigas de faias dos Cárpatos e de outras regiões da Europa".